# استیل‌فروسن
استیل‌فروسن (به انگلیسی: Acetylferrocene) با فرمول شیمیایی [Fe(C5H4COCH3)(C5H5)] یک ترکیب شیمیایی است. که جرم مولی آن ۲۲۸٫۰۷ g/mol می‌باشد. شکل ظاهری این ترکیب، Red brown crystal است.